# Atlasova
L'Atlasova (in russo: Атласова), conosciuto anche come Atlasov o Nylgimelkin, è un vulcano a scudo situato nella penisola della Kamčatka, in Russia. Deve il suo nome all'esploratore Vladimir Atlasov.
Il vulcano si trova sul versante occidentale della Catena Centrale, a nord-nordovest del vulcano Chuvchojtun. Ha una forma allungata verso nord-ovest, una superficie di circa 36 km² e un'altezza assoluta di 1.764 metri. 
La sua ultima eruzione risale al 3500 a.C., quando eruttò 7 km³ di materiale basaltico. L'età del vulcano è moderna.